# Chłodnia kominowa

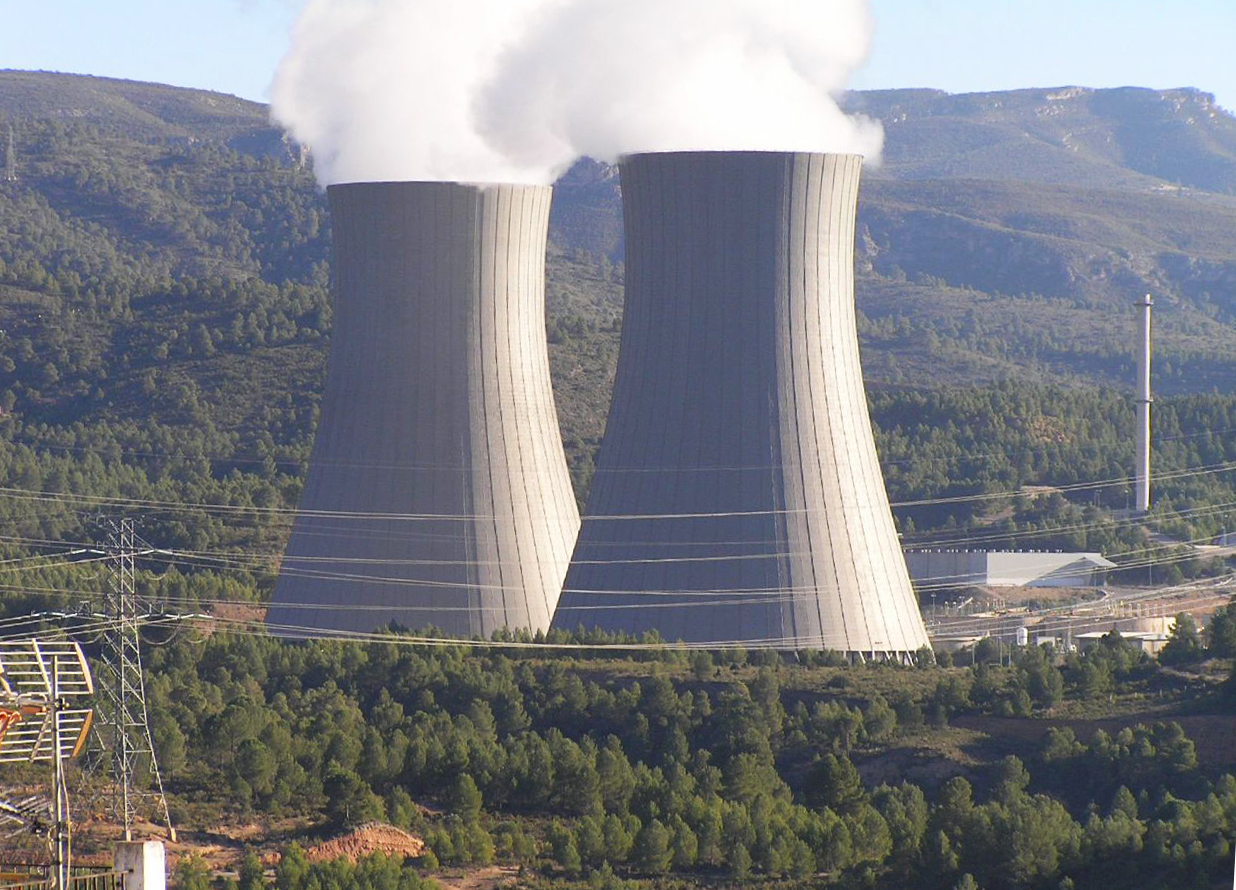
Chłodnie kominowe

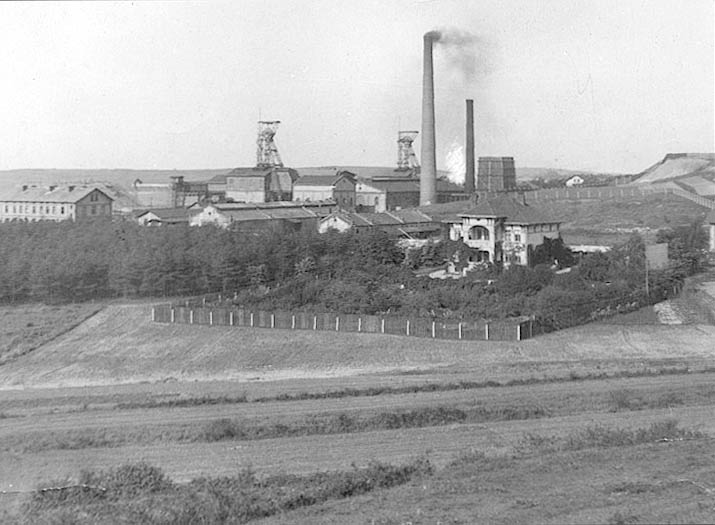
Libiąż około roku 1930: tuż na prawo od niższego z dwóch kominów widoczna drewniana chłodnia kominowa

Chłodnia kominowa – budowla-urządzenie służąca do schładzania wody przemysłowej w zakładach przemysłowych oraz energetycznych, które nie mają możliwości użycia wody z rzeki, morza czy jeziora do chłodzenia. Jest specyficznym, kontaktowym, mokrym wymiennikiem ciepła. Wykonana jest w formie budowli żelbetowej (sporadycznie drewnianej lub metalowej), wyposażona w znacznej wysokości komin wymuszający przepływ powietrza umożliwiający chłodzenie wody. Często chłodnie kominowe i wydostająca się z nich skroplona para wodna pokazywane są mylnie jako główne źródło skażenia środowiska.
Chłodnie kominowe mają kształt obrotowej bryły, tzw. hiperboloidy jednopowłokowej. Tak ukształtowane posiadają znaczną sztywność giętną, co umożliwia uzyskanie dużych średnic i wysokości tych budowli.

## Zasada działania
Woda przeznaczona do ochłodzenia jest pompowana na szczyt zraszalnika i tam rozdeszczowana w jego wnętrzu po powierzchni. Opadając, oddaje ciepło do powietrza przepływającego od dołu do góry (w przeciwprądzie). Ruch powietrza wymuszony jest przez ciąg kominowy powstający w kominie nadbudowanym nad zraszalnikiem. Znaczna część ciepła jest odbierana wodzie w wyniku parowania (odparowaniu ulega około 1,5% wody). Pozwala to na ochłodzenie wody w krańcowym przypadku do temperatury termometru wilgotnego, przeważnie temperatura schłodzonej wody jest o kilka do kilkunastu stopni wyższa niż temperatura powietrza zewnętrznego.
Ochłodzona woda zbiera się w basenie zbiorczym na dnie chłodni, skąd zasysana jest przez pompy obiegowe. Woda krąży w systemie zamkniętym, stanowiąc czynnik chłodzący skraplacze, a więc odbierając ujemne ciepło obiegu siłowni parowej i odprowadzając je do dolnego źródła ciepła obiegu, jakim jest otoczenie.
Dzięki dużej wysokości chłodni kominowych i podgrzewaniu powietrza w ich wnętrzu powstaje efekt kominowy, wymuszający przepływ powietrza od dołu do góry chłodni bez zastosowania wentylatorów.

## Chłodnie kominowe w Polsce

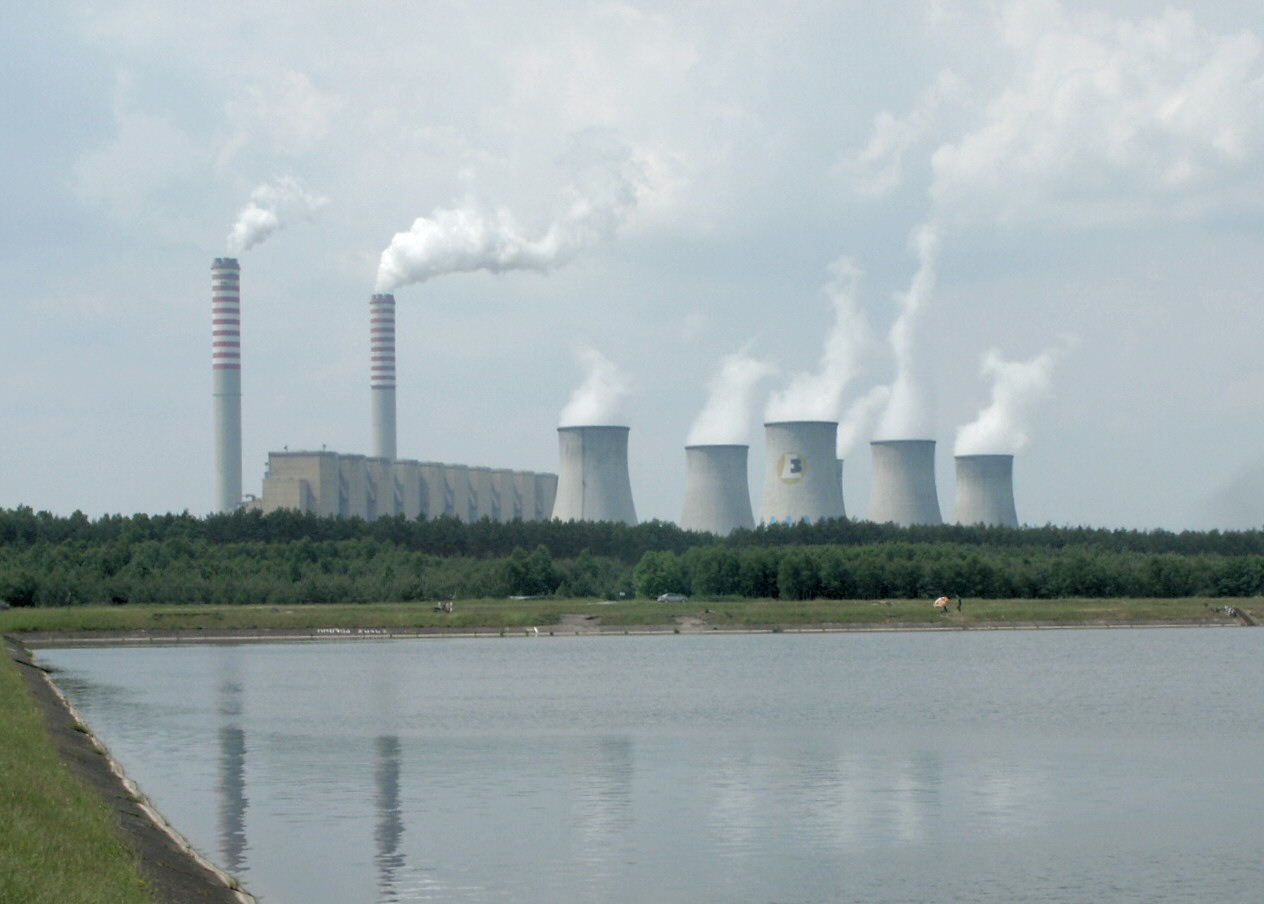
Elektrownia Bełchatów – dwublokowe chłodnie kominowe, na przednim planie wyrównawczy zbiornik wodny

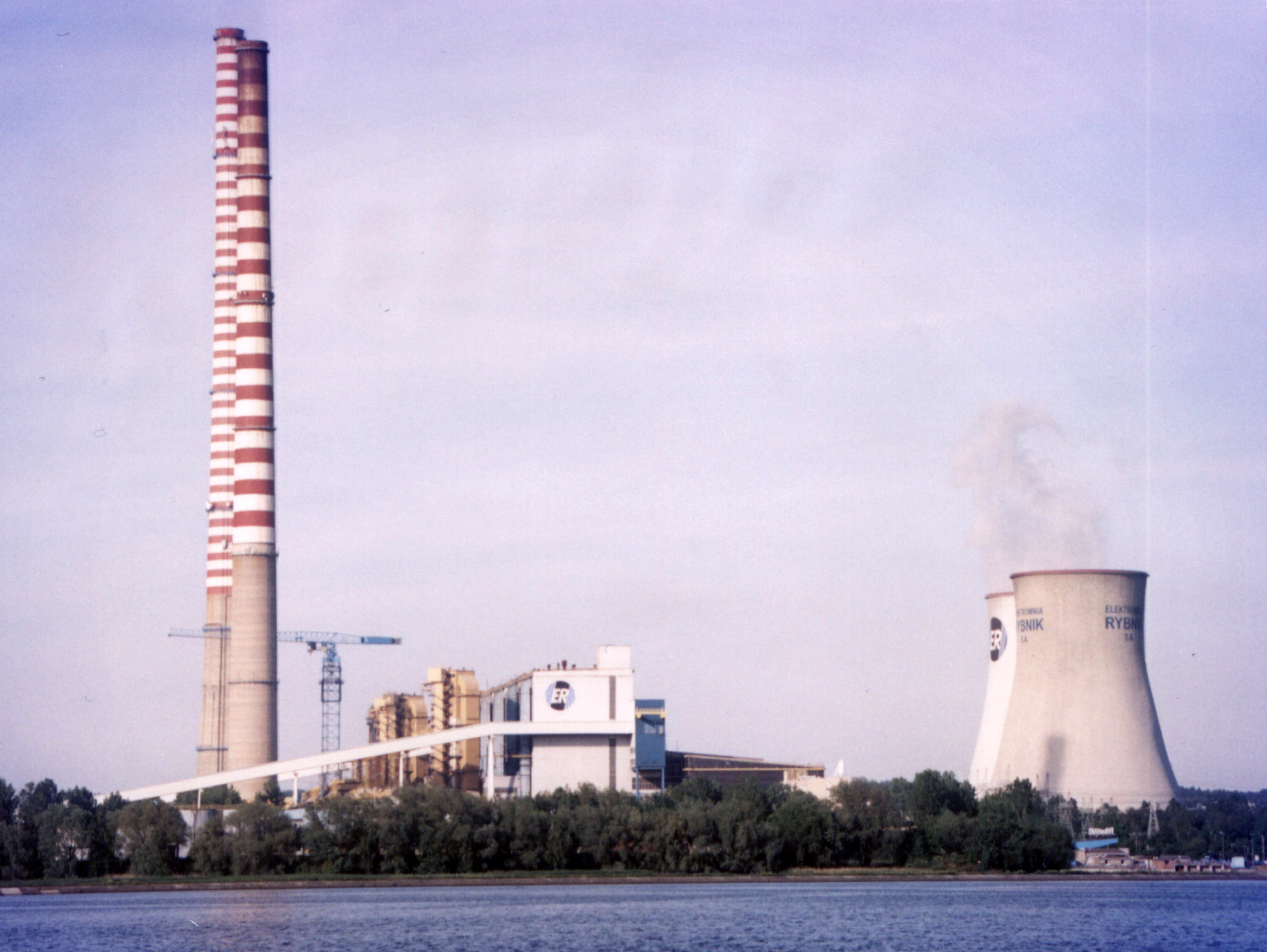
Obie chłodnie kominowe w Elektrowni Rybnik mają po 120 m wysokości

W Polsce znaczna większość elektrowni zawodowych wyposażona jest w chłodnie kominowe. Największe znajdują się w elektrowniach Łagisza – 133,2 m wysokości oraz Bełchatów i Opole – po 132 m wysokości, średnicy u podstawy 105 m i moc cieplną 972 MW. Dla porównania, obie chłodnie w Elektrowni Rybnik mają po 120 m wysokości każda.
Największa w Polsce chłodnia kominowa hiperboloidalna o wydajności 80 200 m³/h, mająca ok. 180 m wysokości i 118,6 m średnicy podstawy, powstała przy Elektrowni Bełchatów w związku z budową bloku energetycznego o mocy 858 MW, oddanego do eksploatacji we wrześniu 2011 roku. W tym roku obok istniejącej Elektrowni Jaworzno III i Elektrociepłowni Jaworzno II rozpocznie się budowa jeszcze większej chłodni kominowej o wydajności 86 000 m³/h, która ma obsłużyć nowy blok energetyczny o mocy 910 MW. W projekcie ma ona mieć 200 m wysokości, średnicę u podstawy 126 m oraz 77 m średnicy przy wylocie. Będzie to jedna z największych tego typu budowli na świecie, gdyż mająca 200 m chłodnia kominowa w Elektrowni Niederaussem jest jedyną o takiej wysokości na naszym globie.
W roku 2017 zakończono budowę chłodni kominowej dla potrzeb nowego, 1000 MW bloku energetycznego w Elektrowni Kozienice, jednego z najsprawniejszych tego typu obiektów na świecie (chłodnia o wysokości 185 m i średnicy u podstawy 146 m).